# Gynoplistia scimitar
Gynoplistia scimitar är en tvåvingeart. Gynoplistia scimitar ingår i släktet Gynoplistia och familjen småharkrankar.

## Underarter
Arten delas in i följande underarter:
- G. s. scimitar
- G. s. subscimitar